# جنسن داغت
جنسن داغت (بالإنجليزية: Jensen Daggett)‏ هي ممثلة أمريكية، ولدت في 24 يونيو 1969 في كونيتيكت في الولايات المتحدة.

## أعمال

### أفلام
- (1989) يوم الجمعة الثالث عشر الجزء الثامن

## وصلات خارجية
- جنسن داغت على موقع IMDb (الإنجليزية)
- جنسن داغت على موقع قاعدة بيانات الفيلم (الإنجليزية)